# Pramollo
Pramollo (piemonti nyelven Pramòl , okszitán nyelven Pramol) egy község Olaszországban, Torino megyében.

## Elhelyezkedése

Pramollo község Torino megye térképén

Pramollo a Chisone-völgy egyik települése. Szomszédos települések :Angrogna, Inverso Pinasca, Perrero, Pomaretto és San Germano Chisone.